# 游戏控制器

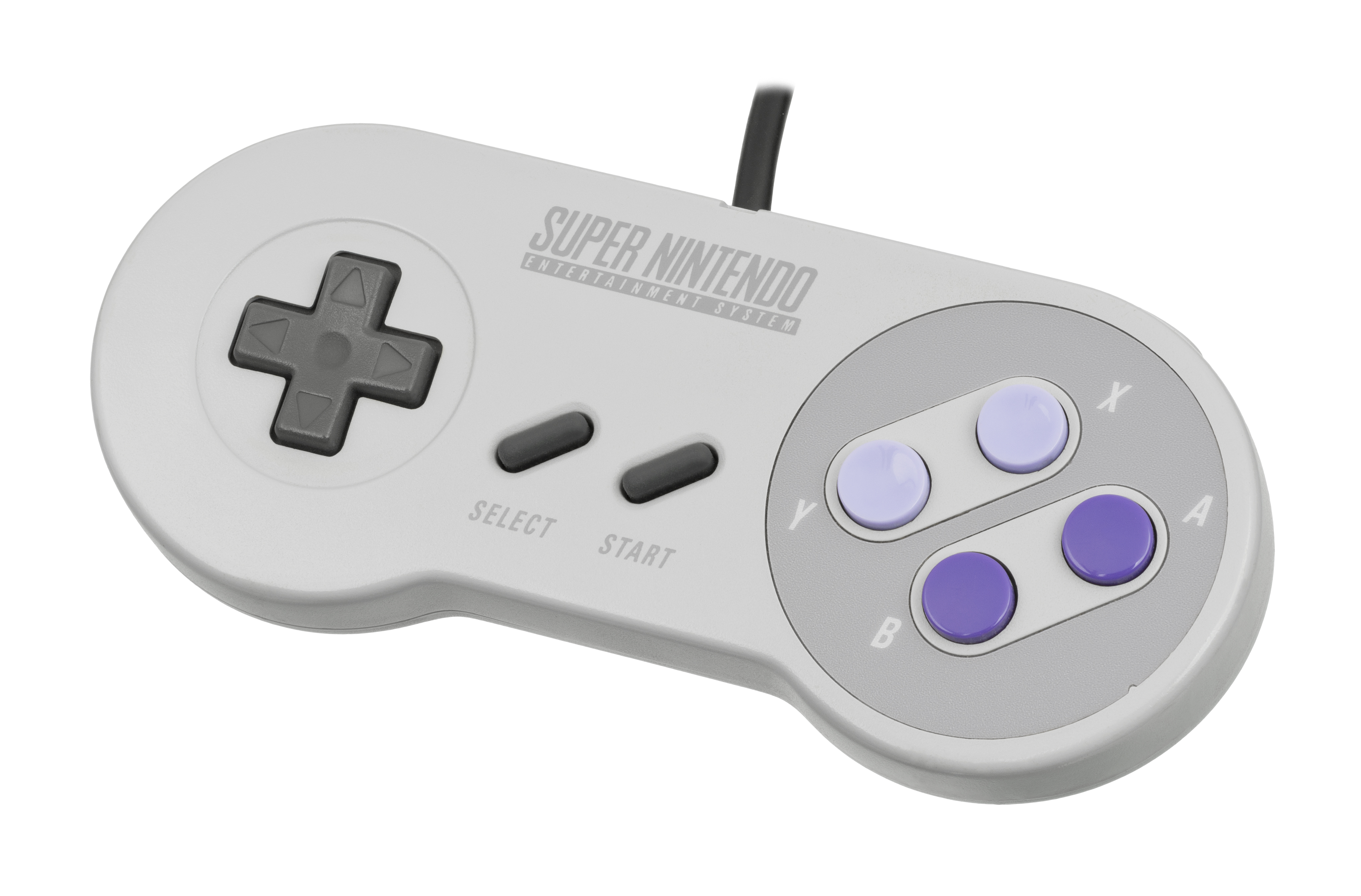
1990年代早期，北美超级任天堂的游戏控制器

游戏控制器（英語：Game controller）是在游戏或娱乐系统中，为电子游戏提供输入的设备，通常控制游戏中的一个对象或角色。控制器通常通过电线或电绳连接游戏机或电脑，但从2000年代中期起无线控制器开始普及。划入游戏控制器的输入设备有键盘、鼠标、手柄、操作杆等。驾驶游戏的方向盘，以及射击游戏的光线枪这类专用设备，也是游戏控制器。
多年来游戏控制器一直在设计并改进，以期尽可能提升使用亲和力。这使得的按键布局风格繁多，同时一些控制器更善于特定游戏。比如任天堂GameCube控制器以不适合格斗游戏而著称，因按键布局不利于重复按相同的键，而微软Xbox控制器的侧肩按键则模仿了真实枪械的扳机，受到射击游戏的欢迎。一些控制器设计中特意为一类游戏最大优化，如驾驶游戏的方向盘，或舞蹈游戏的跳舞毯。
一个最早的电子游戏控制器是简单的转盘外加一个单键，用来操作双人网球游戏。此后控制器逐步演化，有了十字键、多按键、控制杆、类比摇杆、触摸屏，以及诸多其他类型。